# Ханс-Улрих фон Йорцен
Ханс-Улрих фон Йорцен (на немски: Hans-Ulrich von Oertzen) е германски майор от Вермахта, участвал в опита за убийство на фюрера Адолф Хитлер от 20 юли 1944 г.

## Биография
Роден е в Берлин в аристократично семейство, Йорцен последва баща си в армията и се обучава като щаб офицер. По време на Втората световна война е повишен в майор и през 1943 г. служи в Група армии „Център“ под ръководството на генерал-майор Хенинг фон Тресков, който е един от водещите членове на съпротивата. След това помага на Клаус фон Щауфенберг да развие операция Валкирия. На 26 март 1944 г. се жени за Ингрид фон Йорцен Ланген, а набор от 240 писма, които той ѝ пише от 1942 до 1944 г., са публикувани в книжна форма в Германия.
На 20 юли 1944 г. Йорцен е служител за връзка с командира на отбранителна група III (Берлин) и предава първите заповеди за Валкирия. След неуспеха на опита за преврат, той е арестуван от Гестапо и разпитван от генерал Йоахим фон Корцфлайш и генерал-лейтенант Карл Фрайер фон Тюнген, който е член на съпротивата. Няма никакви доказателства за съучастие в заговора до следващата сутрин, когато секретар съобщава, че го е видял с Щауфенберг. С наближаването на Гестапо той се самоубива, като взривява две ръчни гранати.